# بريجيت جونز: على حافة المنطق
بريجيت جونز: على حافة المنطق (بالإنجليزية: Bridget Jones: The Edge Of Reason)‏ هو فيلم كوميدي-رومانسي إنجليزي-فرنسي-امريكي، من إخراج بييبان كيدرون وتأليف أندرو ديفيز وهيلين فيلدينج. الفيلم من بطولة كولين فيرث وهيو جرانت ورينيه زيلويجر وجيما جونز وجاسيندا باريت وجيم برودبنت وسيليا إمري وجيمس فوكنر. كما ان الفيلم هو الجزء الثانى من فيلم «مذكرات بريدجيت جونز» الذي عرض في عام 2001. الفيلم ماخوذ من رواية لهيلين فيلدينغ الذي تحمل نفس الاسم، وهناك اختلافات كبيرة من ناحية المنظور بين الرواية والفيلم. صدر الفيلم في شهر نوفمبر عام 2004 وحقق أكثر من 260 مليون دولار.

## ملخص قصة الفيلم
تدور الاحداث حول (بردجيت) التي تعاني من السمنة مما يجعلها تشعر بعدم الثقة، وهو ما يؤثر على علاقتها مع (مارك دارسي) المحامي المشهور الذي يقع في العديد من المواقف المحرجة بسببها، ولكن عندما يظهر حبيبها السابق (دانيال كليفر) في حياتها مرة أخرى تبدأ الصراعات بين الحبيبين للفوز بقلب (بردجيت).

## طاقم العمل
- كولين فيرث بدور مارك دارسي
- هيو جرانت بدور دانيال كليفر
- رينيه زيلويجر بدور بريدجيت جونز
- جيما جونز
- جاسيندا باريت بدور ريبيكا
- جيم برودبنت
- سيليا إمري
- جيمس فوكنر

## دي في دي
تم عرض الفيلم على DVD في عام 2004 مع مجموعة متنوعة من الميزات.

## شباك التذاكر
صدر الفيلم في الولايات المتحدة على نطاق محدود في 12 نوفمبر 2004، حيث إحتل المركز الخامس. وبعد أسبوع، لاق الفيلم إستقبال جيد ليصل مرة إخرى إلى المركز الخامس في شباك التذاكر مع 10,044,890 دولار. وبنهاية رحلته السينمائية حقق الفيلم 40,226,215 دولار في الولايات المتحدة و222,294,509 دولار دولياً، ليصبح مجموعها 262,520,724 في جميع دول العالم.

## النقد الفني
لَقِيَ الفيلم مُراجعاتٍ مُتبايَنة من النُقّاد، وأعطِيَ دَرجة 27% بناءً على 151 تقييم وما متوسّطه 4.7/10 في موقع الطماطم الفاسدة. وفي موقع ميتاكريتيك حصل الفيلم على درجة 44 من 100 بناءً على 37 مُقيّم.

## تتمة الفيلم
بعد ثماني سنوات من عرض فيلم "Bridget Jones: The Edge of Reason" الجزء الثاني لفيلم «Bridget Jones's Diary» عام 2001، بدأ صُناع الفيلم العمل بالجزء الثالث من السلسلة، حيث ستقوم المؤلفة هيلينفيلدينج بنشر الجزء الثالث من روايتها المُقتبس عنها الفيلم في خريف 2013، بينما يقوم صُناع الفيلم بالعمل على الجزء الثالث تحت عنوان "Bridget Jones' Baby".
الفيلم الذي يقوم ببطولته رينيه زيلويجر، كولين فيرث وهيو جرانت يستكمل مغامرات بريدجيت جونز وهي على باب الأربعين من عمرها، وقد كشفت مصادر من داخل الفيلم عن عدد من ملامح الفيلم الجديد والذي يبدو فيه أن بريدجيت جونز مازالت تتبع حمية غذائية، ومازالت تحاول التخلى عن السجائر والكحول، ومازالت تبحث عن النجاح لكن الجديد أنها سيكون لديها تطلعات في هذا الجزء للإنجاب.
الفيلم الجديد يقف على إخراجه بيتر كاتانيو بينما كتب السيناريو له ديفيد نيكولز.

## وصلات خارجية
- الموقع الرسمي
- بريجيت جونز: على حافة المنطق على موقع IMDb (الإنجليزية)
- بريجيت جونز: على حافة المنطق على موقع ميتاكريتيك (الإنجليزية)
- بريجيت جونز: على حافة المنطق على موقع الموسوعة البريطانية (الإنجليزية)
- بريجيت جونز: على حافة المنطق على موقع روتن توميتوز (الإنجليزية)
- بريجيت جونز: على حافة المنطق على موقع نتفليكس (الإنجليزية)
- بريجيت جونز: على حافة المنطق على موقع قاعدة بيانات الأفلام العربية
- بريجيت جونز: على حافة المنطق على موقع ألو سيني (الفرنسية)
- بريجيت جونز: على حافة المنطق على موقع Turner Classic Movies (الإنجليزية)
- بريجيت جونز: على حافة المنطق على موقع أول موفي (الإنجليزية)
- بريجيت جونز: على حافة المنطق على موقع بوكس أوفيس موجو (الإنجليزية)
- Bridget Jones Online Archive